# Pseudobissetia
Pseudobissetia es un género de polillas de la familia Crambidae.

## Especies
Este género contiene las siguientes especies:
- Pseudobissetia terrestrellus (Christoph, 1885)
- Pseudobissetia ustalis (Hampson, 1919)